# Masang Kang
Der Masang Kang (auch Masa Gang) ist ein Berg im östlichen Himalaya im Norden von Bhutan. 
Der 7194 m hohe vergletscherte Berg liegt im Jigme-Dorji-Nationalpark. Er liegt 1,3 km südlich vom Himalaya-Hauptkamm, wo die Grenze zu China verläuft. 11,5 km südöstlich erhebt sich der Tsenda Kang (6481 m). Der Tongshanjiabu (7207 m) befindet sich 18,75 km weiter östlich. Der Masang Kang liegt im Einzugsgebiet des Mo Chhu.
Einer japanischen Bergsteigergruppe vom Kyoto University Alpine Club gelang 1985 die Erstbesteigung. Goro Hitomi, Toshihiro Tsukihara, Kotaro Yokoyama und Shigeki Nakayama erreichten am 13. Oktober 1985 den Gipfel des Masang Kang. Der Aufstieg führte vom Nordostsporn des Berges über einen Vorgipfel zum Hauptgipfel. Am 14. Oktober folgten Kozo Matsubayashi, Hironori Ito, Shinya Takeda und Masanaru Takai sowie am 15. Oktober Yasuhiko Kamizono, Hironori Ito, Koichi Nanno und Tadao Okada auf den Gipfel.